# Avon Circuit Championships 1979 - Doppio
Il doppio del torneo di tennis Avon Circuit Championships 1979, facente parte del WTA Tour 1979, ha avuto come vincitrici Françoise Dürr e Betty Stöve che hanno battuto in finale Sue Barker e Ann Kiyomura con il punteggio di 7–6, 7–6

## Tabellone

### Legenda
| - Q = Qualificato - WC = Wild card - LL = Lucky loser | - ALT = Alternate - SE = Special Exempt - PR = Protected Ranking | - w/o = Walkover - r = Ritirato - d = Squalificato |

|  | Primo turno                   | Primo turno                   | Primo turno                   | Primo turno | Primo turno |  |  | Finale                     | Finale                     | Finale                     | Finale | Finale |  |
|  |                               |                               |                               |             |             |  |  |                            |                            |                            |        |        |  |
|  | Sue Barker Ann Kiyomura       | Sue Barker Ann Kiyomura       | 6                             | 2           | 6           |  |  |                            |                            |                            |        |        |  |
|  | Rosie Casals Chris Evert      | Rosie Casals Chris Evert      | 4                             | 6           | 2           |  |  | Sue Barker Ann Kiyomura    | Sue Barker Ann Kiyomura    | Sue Barker Ann Kiyomura    | 6      | 6      |  |
|  | Françoise Dürr Betty Stöve    | Françoise Dürr Betty Stöve    | Françoise Dürr Betty Stöve    | 6           | 6           |  |  | Françoise Dürr Betty Stöve | Françoise Dürr Betty Stöve | Françoise Dürr Betty Stöve | 7      | 7      |  |
|  | Mima Jaušovec Virginia Ruzici | Mima Jaušovec Virginia Ruzici | Mima Jaušovec Virginia Ruzici | 2           | 1           |  |  |                            |                            |                            |        |        |  |